# سگا مستر سیستم
سگا مستر سیستم (به انگلیسی: Sega Master System) و (به ژاپنی: マスターシステム Masutā Shisutemu) نام یک کنسول بازی ویدئویی از نسل سوم است که برای نخستین بار توسط شرکت سگا و در ۲۰ اکتبر ۱۹۸۵ در ژاپن منتشر شد. این کنسول یک سال بعد و در ژوئن ۱۹۸۶ در آمریکای شمالی و یک‌سال پس از آن نیز در سپتامبر ۱۹۸۷ در اروپا نیز عرضه گشت.

سگا مستر سیستم به عنوان محصولی از شرکت سگا، رقیبی قدرتمند برای کنسول‌های نسل سوم و به‌ویژه کنسول شرکت نینتندو یعنی نینتندو ان‌ای‌اس (NES)به‌حساب می‌آمد و حتی از دید فنی، برتر از ان‌ای اسی بود که پیش از انتشار آن، منشر شده بود و فروش قابل توجهی هم داشت. به هرحال، مستر سیستم باتوجه به برتری‌های فنی خود نسبت به ان‌ای‌اس، از این کنسول در بازارهای آمریکای شمالی و ژاپن شکست خورد.
سگا مستر سیستم در اروپا، اقیانوسیه و برزیل رقابت پایاپایی را با ان‌ای‌اس انجام داد و عرضه کنسول توسط سگا به این مناطق افزایش یافت که این باعث تثبیت جایگاه این کنسول در مناطق بالا به مدت یک دهه گشت. سگا مستر سیستم به دلیل حمایت گسترده و محبوب شدن در سطح جهانی، به عنوان دومین کنسول عرضه شده شرکت سگا در زمینه فروش بالا بود. این کنسول ۱۳ میلیون واحد در سطح جهانی به فروش رسید که در این زمینه، تنها سگا مگا درایو بود که بیش از این کنسول به فروش رفت.
وبگاه آی‌جی‌ان نام این کنسول را از میان ۲۵ کنسول مورد اشاره خود در رده بیستم بهترین کنسول‌های بازی در تمام دوران‌ها قرار داد.